# HD 66950
HD 66950，又名BD-00 1903，SAO 135488、HR 3172，是一颗恒星，视星等为6.41，位于銀經222.18，銀緯16.22，其B1900.0坐标为赤經8h 0m 43.2s，赤緯-0° 16.22′ 17″。